# Tornado – Der Zorn des Himmels

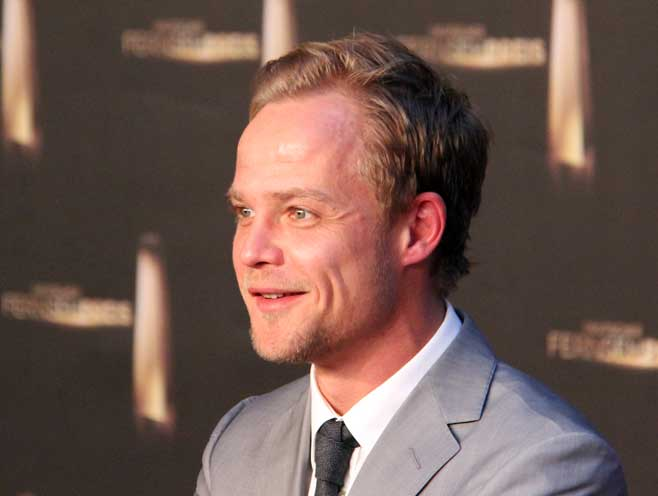
Matthias Koeberlin spielt Jan Berger (Foto von 2011)

Tornado – Der Zorn des Himmels ist ein zweiteiliges deutsches Fernsehdrama des Regisseurs Andreas Linke aus dem Jahr 2006. Produziert wurde es von teamWorx im Auftrag von ProSieben.

## Handlung

### Teil 1
Jan Berger ist ein junger Meteorologe, der zum Studium von Tornados vier Jahre in Oklahoma verbracht hat und der nun nach Berlin zurückkehrt. Bereits nach der Landung am Flughafen Tegel fällt ihm die unnatürliche Hitze auf. In der Heimat holt ihn die familiäre Realität ein. Das Verhältnis zu seinem Vater Dr. Jürgen Berger, der als erfahrener Meteorologe den Wetterdienst Berlin-Brandenburg leitet, ist gestört. Jans ehemalige Liebe, die junge Ärztin Eva Keil, ist nun mit Bruno Meindorf zusammen, der bei Jans Vater arbeitet. Jan wohnt erst einmal bei seiner blinden Schwester Sophie, die mit Karl Zimmer vom Nachrichtensender N24 liiert ist. Bei den Globcare-Versicherungen am Potsdamer Platz nimmt Jan eine Stelle an, die zum Teil mit seinen Tornado-Forschungen zu tun hat.
280 Kilometer westlich von Berlin gibt es einen ersten Tornado mit Hagelschauer, der allerdings von keinem Fachmann dokumentiert wird. Jan besucht die Stelle nach dem Unwetter und prognostiziert erstmals eine Gefahr von Tornados für die deutsche Hauptstadt, die allerdings kein weiterer Fachmann bestätigt. Lediglich Andreas Schütte, der Leiter der Feuerwehrleitstelle Berlin, der zuhause Konflikte mit seiner pubertierenden Tochter austrägt, interessiert sich für Jans Thesen. Schütte sind allerdings politisch und finanziell die Hände gebunden – er muss zugeben, dass es für Berlin kein Frühwarnsystem gibt. Bruno lässt Jan ohne Wissen von dessen Vater regelmäßig Daten des Wetterdienstes zukommen und in Berlin treten mittlerweile erste Hagelstürme auf. Daraufhin arrangiert Schütte ein Treffen bei Dr. Wittenberg, einem Referenten des Berliner Senats, an dem Vater und Sohn Berger teilnehmen. Wittenberg weist Jans unbewiesene Thesen jedoch schroff zurück und lehnt alle einzuleitenden Katastrophenschutzmaßnahmen ab.
Bruno leiht Jan ohne Zustimmung von Jans Vater ein Forschungsfahrzeug, mit dem dieser in Begleitung Evas der aufziehenden Unwetterfront entgegenfährt. Beide beobachten außerhalb Berlins die Entstehung einer Superzelle. Als der Tornado über sie hinwegzieht, wird das Forschungsfahrzeug zerstört.

### Teil 2
Jan und Eva überstehen den Tornado in einer Betonröhre, aufgrund der zerstörten Ausrüstung können sie allerdings wieder kein Beweismaterial mitbringen. Nach der Rückkehr bekommt Jan ernsthaften Ärger mit seinem Vater wegen des zerstörten Forschungsfahrzeugs und mit Bruno wegen Jans Annäherung an Eva. Sophies Freund Karl Zimmer verschafft Jan einen Fernsehauftritt bei N24, doch auch auf diesem Weg finden Jans Warnungen kaum Gehör.
Bruno und Jan versöhnen sich wieder, Karl Zimmer bekommt Besuch von seiner achtjährigen Tochter Lisa. Wegen des aufziehenden Unwetters muss Karl allerdings wieder zum Fernsehsender und Lisa besucht mit Sophie den Berliner Fernsehturm. Schütte löst über die Feuerwehrleitstelle einen ersten stadtweiten Fehlalarm aus, was ihn politisch in Bedrängnis bringt. Doch Jans Vater Dr. Berger erkennt zunehmend den Ernst der Lage und lässt sich nicht mehr von Dr. Wittenberg unter Druck setzen. Er zieht erstmals Jan als Tornado-Spezialisten hinzu. Bei Jan reift mittlerweile der Entschluss, Berlin wieder zu verlassen.
Schließlich zieht der Tornado über Berlin und hinterlässt eine Spur der Verwüstung. Schütte muss seine Tochter von einem Camping-Ausflug zurückholen, Jan und Karl befreien Sophie und Lisa aus dem stark zerstörten Fernsehturm. Dr. Wittenberg verkündet nach der Katastrophe im Fernsehen den Senatsbeschluss, ein Frühwarnsystem aufzubauen. Jan nimmt eine neue Stelle bei der Weltorganisation für Meteorologie in Genf an – eine Position, von der bereits sein Vater geträumt hatte.

## Hintergrund
Der Film wurde vom 13. September 2005 bis 5. Dezember 2005 in Berlin und Umgebung gedreht.

## Ausstrahlung
Der Film wurde am 4. und 5. September 2006 auf ProSieben ausgestrahlt.
| Datum             | Zuschauer | Zuschauer       | Marktanteil | Marktanteil     | Quellen     |
| Datum             | Gesamt    | 14 bis 49 Jahre | Marktanteil | Marktanteil     | Quellen     |
| Datum             | Gesamt    | 14 bis 49 Jahre | Gesamt      | 14 bis 49 Jahre | Quellen     |
| ----------------- | --------- | --------------- | ----------- | --------------- | ----------- |
| 4. September 2006 | 4,21 Mio. | 2,64 Mio.       | 14,2 %      | 21,1 %          | [ 4 ] [ 5 ] |
| 5. September 2006 | 4,51 Mio. | 2,79 Mio.       | 15,2 %      | 22,5 %          | [ 5 ]       |

Der Zweiteiler wurde bereits vor der Ausstrahlung in Deutschland von ProSieben International in über 20 Länder vertrieben, u. a. China, Frankreich, die Niederlande, Slowakei, Spanien, Thailand, Ukraine und Ungarn.

## Kritik
„Die gelungenen Tornado-Bilder (vor allem im zweiten Teil) machen viele Unebenheiten und unnötige Längen der Geschichte wett. Neben Koeberlin ist hier Mina Tander in der Rolle der Eva Keil zu sehen, die einmal mehr zeigt, dass sie nicht nur gut aussieht, sondern auch durchaus überzeugend schauspielert.“

„Dramaturgisch schwacher (Fernseh-)Katastrophenfilm, der seine Effekte mittels neuester Computertechnik generiert, um ein möglichst realistisches Szenario zu entwerfen, damit aber seine Defizite nie ausgleichen kann. Die Figuren sind platt, die Musik poltert wie in einem alten Godzilla-Film, sodass sich nie die Stimmung einer Katastrophe vermittelt.“

„Dramaturgisch vorhersehbar, filmisch perfekt, stark besetzt. Vergnügliches Popcorn-Pantoffelkino.“

„Die aufwendige „teamWorx“-Produktion reißt zwar dramaturgisch keine Bäume aus, aber dank der Effekte ist für Kurzweil gesorgt.“

„Nur der Anfang macht tatsächlich ein bisschen Angst, da sind ein paar tolle Doku-Sequenzen zu sehen […]. Den Rest des Filmes denkt man angesichts des digitalen Tornados, der keck ums Brandenburger Tor und den Alex tänzelt, dann allerdings nur: Der will doch nur spielen.“